# 애너폴리스 회의
애너폴리스 회의(Annapolis Convention, 1786년)는 메릴랜드 연방 애너폴리스에서 5개 주(뉴저지, 뉴욕, 펜실베이니아, 델라웨어, 버지니아)에서 온 12명의 대의원들이 개최하여 만장일치로 헌법 회의 소집을 요청한 회의이다. 이 회의의 공식적인 명칭은 연방 정부의 단점을 치료하기 위한 대의원 모임(Meeting of Commissioners to Remedy Defects of the Federal Government)이었다. 약한 연합 규약에 오랜 기간 불만족스러웠던, 뉴욕의 알렉산더 해밀턴은 주요한 지도자 역할을 했다. 그는 헌법 회의 소집을 위한 결의안을 초안했으며, 그렇게 함으로써 연방 정부가 재정적으로, 독립적으로 더 강력해기지를 바랐던 그의 오랜 소망이 조금 더 실체에 다가설 수 있었다.

## 대표단
주를 대표한 대의원들을 다음과 같다.
- 뉴욕: 에그버트 벤슨, 알렉산더 해밀턴
- 뉴저지: 에이브러햄 클라크, 윌리엄 휴스턴, 그리고 제임스 슈어맨
- 펜실베이니아: Tench Coxe
- 델라웨어: 조지 리드, 존 딕슨, 그리고 리처드 바셋
- 버지니아: 에드먼드 랜돌프, 제임스 매디슨, 그리고 세인트 조지 터커